# Miquel Elías i Marchal
Miquel Elías i Marchal fou un economista i empresari català.

## Trajectòria
En 1854 va fer un estudi sobre les roques salines de Cardona, i va aplegar una col·lecció que posteriorment va donar al Museu Martorell. Fou adjunt de número al consistori dels Jocs Florals de Barcelona de 1859 i 1865. El 1866 va constituir la societat Elías y Martí, que fundaria amb el pintor Ramon Martí i Alsina per tal de comercialitzar la seva producció artística.
Fou elegit diputat pel Partit Liberal Fusionista a les eleccions generals espanyoles de 1881 pel districte de Sant Feliu de Llobregat. Tanmateix, el 23 de febrer de 1883 la seva acta de diputat fou declarada nul·la i el seu escó passà a Josep Ramoneda i Nonés. En 1888 fou nomenat Interventor Econòmic de la Comissaria Règia de l'Exposició Universal de Barcelona.

## Obres
- Memoria sobre el criadero de sal gemma de Cardona (1854) ISBN 978-1167334597